# Uppcon (spelkonvent)
Uppcon var ett under 1990-talet årligt återkommande spelkonvent i Uppsala. Konventet arrangerades under en helg i slutet av september (senare oktober), med bland annat turneringar i rollspel, brädspel och figurspel på programmet; senare år även kortspel och lajv. Konventet låg alltid under den helg då man gick tillbaka till vintertid, vilket gav en extra timme att spela på - "för du tänker väl inte sova på Uppcon", som det formulerades i konventsbroschyren. Från och med år 1996 innebar detta sista helgen i oktober snarare än (som tidigare) i september (se artikel sommartid), och hellre än att tappa denna extra speltimme senarelade man konventet en månad. Samtidigt bytte man lokal från Fyrisskolan till Katedralskolan. Konventet har varit vilande sedan 1998, med undantag från ett mindre arrangemang under 2004 (se nedan).
Försök har gjorts att skapa en andlig arvtagare till Uppcon på framför allt bräd- och figurspelssidan under namnet Blåcon, men detta kom aldrig i närheten av Uppcon vare sig vad gäller deltagarantal, omfattning eller varumärke. 2004 uppstod viss konflikt mellan den ursprungliga arrangörsföreningen Gameboards & Broadswords, och kortspelsföreningen SF Alfa Uppsala, som båda planerade att ta upp namnet Uppcon igen.